# Guadalupe el Terrero
Guadalupe el Terrero är en ort i Mexiko.   Den ligger i kommunen Amealco de Bonfil och delstaten Querétaro Arteaga, i den sydöstra delen av landet, 130 km nordväst om huvudstaden Mexico City. Guadalupe el Terrero ligger 2 502 meter över havet och antalet invånare är 728.
Terrängen runt Guadalupe el Terrero är kuperad åt nordväst, men åt sydost är den platt. Terrängen runt Guadalupe el Terrero sluttar söderut. Runt Guadalupe el Terrero är det ganska tätbefolkat, med 111 invånare per kvadratkilometer. Närmaste större samhälle är Amealco, 7,6 km norr om Guadalupe el Terrero. I omgivningarna runt Guadalupe el Terrero växer huvudsakligen savannskog.